# Kyro Ponte

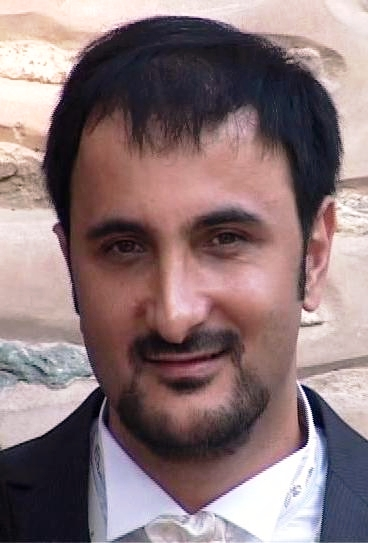
Kyro Ponte in Thessaloniki 2009

Kyro Ponte (* 18. Mai 1972 in Esslingen am Neckar), bürgerlich Kyriakos Sidiropoulos, ist ein deutsch-griechischer Schriftsteller, Neurowissenschaftler und Linguist.

## Leben
Kyro Ponte wurde 1972 in Esslingen am Neckar geboren und verbrachte seine Kindheit in Thessaloniki. Nach dem Abitur studierte er Biologie und Neurolinguistik an der Albert-Ludwigs-Universität Freiburg. Im Anschluss nahm Kyro Ponte ein neurowissenschaftliches Promotionsstudium an der Graduate School of Neural & Behavioural Sciences in Tübingen auf, welches er 2012 abschloss. Er beschäftigt sich mit der Erforschung von Sprache und Gedächtnis und deren Funktionsstörungen; Themengebiete, welche er auch literarisch verarbeitet. Seit 2010 ist er Mitglied der Gesellschaft Griechischer AutorInnen in Deutschland.
Ponte ist verheiratet und lebt und arbeitet in Stuttgart.

## Werke

### Eigene Werke

#### Bücher
- Sokrates und die Künstliche Intelligenz Talos: Ein Dialog über die Unzulänglichkeiten algorithmischer Vernunft, Springer Verlag, 2025, ISBN 978-3-662-70791-3. Philosophischer Dialog
- Ένας περίεργος ξένος, Govostis Verlag Athen, 2019. ISBN 978-960-606-116-5, Roman
- Τα της μνήμης και του έρωτα, 1η έκδ. - Norderstedt : Books on Demand Edition, 2017. Σκίτσα Καλλιόπη Κουκλινού, Dichtung (griechisch)

- Der Apfel fiel aus Venus linker Hand, Frankfurt am Main: Grössenwahn Verlag, 2015. ISBN 978-3-95771-066-6, Erzählungen.
- Τέσσερις μορφές, ένας έρωτας, 2η έκδ. – Norderstedt: Books on Demand Edition, 2009. ISBN 978-3-8370-9853-2, Dichtung (griechisch)

#### In Sammelwerken
- Zwei ungleiche Freunde, In: Das Größenwahn Märchenbuch, Hrsg. von Edit Engelmann, Frankfurt am Main : Grössenwahn Verlag, 2014. ISBN 978-3-942223-98-0, Band 2, Novelle
- Die Anemonen, In: Bewegt, Hrsg. von Sevastos P. Sampsounis, Frankfurt am Main : Grössenwahn Verlag, 2010, ISBN 978-3-942223-02-7, Novelle

#### Übersetzungen und Übertragungen
- Corteau, Auguste. Der Sohn von Mona Lisa · Übersetzung Kyro Ponte, Eckhard Kaufmann - Viersen : Kater Literaturverlag/Iris Kater Verlag & Medien GmbH, 2021., ISBN 978-3-944514-37-6.
- Tanizaki, Junichiro. Η δερματοστιξία / Junichiro Tanizaki · μετάφραση Κύρο Πόντε. - 1η έκδ. - Αθήνα : Bibliotheque, 2017., ISBN 978-618-5257-21-7
- Dimitris Nikou: Die Prostituierten des Denkens, Saita Verlag, 2017. ISBN 978-618-5147-91-4.
- Die orthodoxe Trauungszeremonie auf Neugriechisch, Norderstedt: Books on Demand Edition, 2014.
- Marco Lipski: "Gehörlos so, was!?", Übersetzt von Kyro Ponte, Zentrum für Kultur und Visuelle Kommunikation, Stage Production, 1998/1999, Ins Griechische 2013
- Vassilis Vassilikos: Das letzte Adieu, Übersetzt von Kyro Ponte, edition buntehunde, November 2010. ISBN 3-934941-58-3.

### Herausgeberschaft
- Netz-Werke. InLitera Jahrbuch 2006/2007 InLitera Tübingen 2007, Hrsg. von Steffen Seischab, Kurt Markel, Kyro Ponte et al. ISBN 978-3-00-021854-5.

### Wissenschaftliche Publikationen

#### Bücher
- Sidiropoulos, Kyriakos (Hrsg.) (2025). Transkranielle Gleichstromstimulation bei Aphasien und erworbenen Sprechstörungen, Springer Verlag, ISBN 978-3-662-70454-7.
- Sidiropoulos, Kyriakos (Hrsg.) (2023). EEG-Neurofeedback bei ADS und ADHS: Innovative Behandlung von Kindern, Jugendlichen und Erwachsenen, Springer Verlag, ISBN 978-3-662-65725-6.

#### Monografien
- Sidiropoulos, Kyriakos (2011). Zerebrale Korrelate auditiv zeitlicher Verarbeitung bei hirngeschädigten Patienten. Inaugur. Diss.,Universität Tübingen.
- Sidiropoulos, K. (1999): Auditives Erkennen von Einzelwörtern: Ein Vergleich zwischen Patienten mit auditiven Defiziten für sprachliche Stimuli und einem Fall mit schwerer Aphasie. Magisterarbeit, Universität Freiburg

#### Veröffentlichungen in Peer-Reviewed Zeitschriften
- Sidiropoulos, Kyriakos (2019). Theta/Beta Neurofeedback Training in a Child with ADHD to Improve Performance in a Cognitive Task, Current Trends in Neurology.
- Sidiropoulos Kyriakos, De Bleser Ria, Ablinger-Borowski, Irene, Ackermann Hermann (2015). The relationship between verbal and nonverbal auditory signal processing in conduction aphasia: behavioral and anatomical evidence for common decoding mechanisms. Neurocase, doi:10.1080/13554794.2014.902471
- Sidiropoulos Kyriakos, Tobias Bormann & Ackermann Hermann (2014). Cortical and fiber track interrelations in conduction aphasia. Aphasiology doi:10.1080/02687038.2014.907864
- Sidiropoulos, Kyriakos (2014). Methoden neurofunktioneller Zuordnung bei hirngeschädigten Patienten mit erworbenen Sprachstörungen (Aphasien), Nervenheilkunde, Heft 7–8, 493–572.
- Sidiropoulos, Kyriakos, Ackermann, Hermann, Wannke, Michael, Hertrich, Ingo (2010): Temporal processing capabilities in repetitionconduction aphasia, Brain and Cognition, 73(3), 194–202.
- Sidiropoulos Kyriakos, De Bleser Ria, Ackermann Hermann, Preilowski Bruno (2008): Pre-lexical disorders in repetition conduction aphasia. Neuropsychologia, 46(14), 3225–3238. PMID 18761023.
- Kyriakos Sidiropoulos, Ria de Bleser, Bruno Preilowski und Hermann Ackermann (2005). Ist die Unterscheidung zwischen einem phonologischen Kurzzeit- und dem Langzeitgedächtnis noch zeitgemäß? Ein Streifzug durch die Literatur, Neurolinguistik 19 (1–2), 5–23.